# Sancellemoz

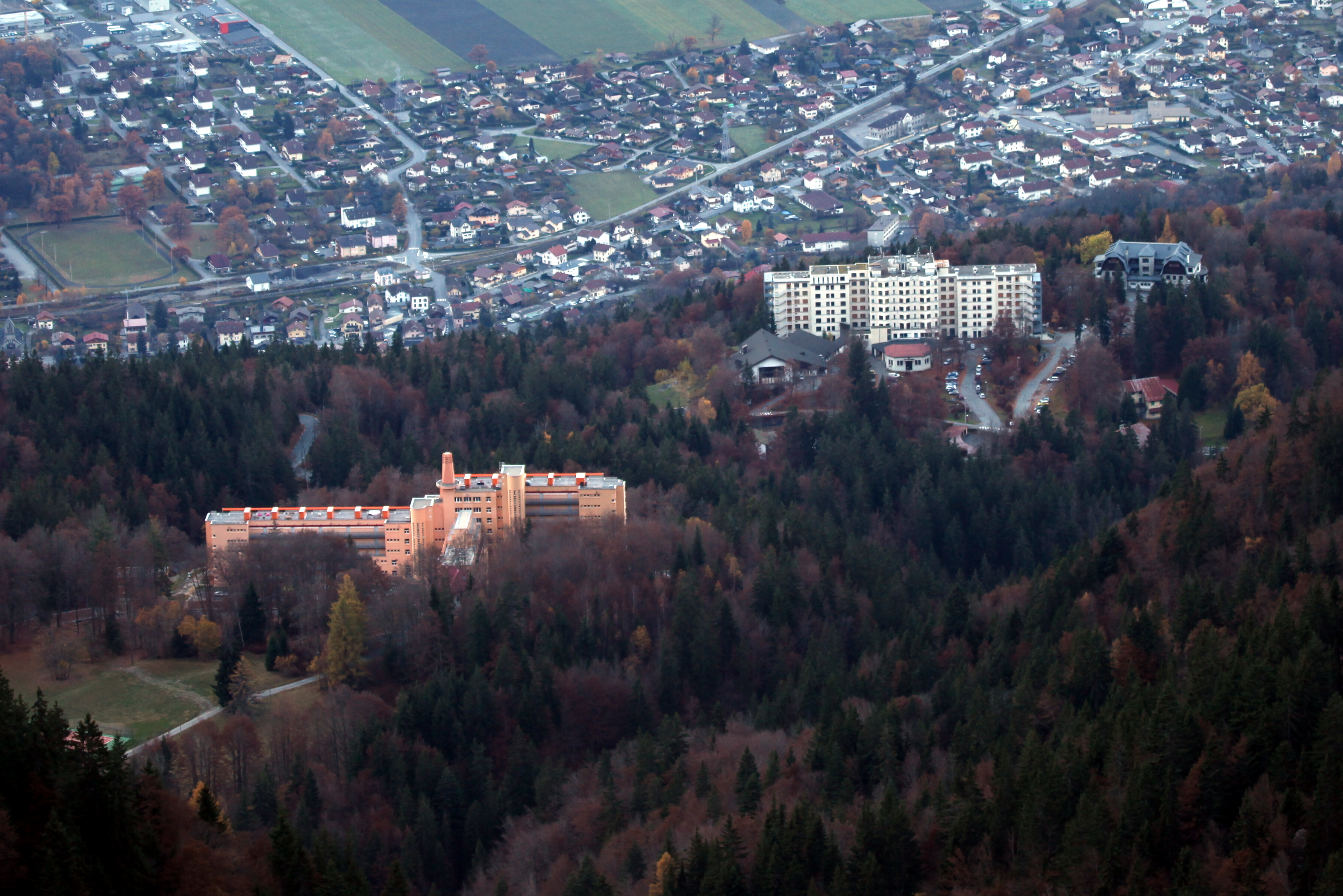
Sancellemoz är den stora vita byggnaden.

Sancellemoz är ett sanatorium i Passy i Haute-Savoie. Nobelpristagaren Marie Curie dog i sanatoriet.